# Cantone di Le Pays de Serres
Il Cantone di Le Pays de Serres è una divisione amministrativa dell'Arrondissement di Agen e dell'Arrondissement di Villeneuve-sur-Lot.
È stato costituito a seguito della riforma approvata con decreto del 26 febbraio 2014, che ha avuto attuazione dopo le elezioni dipartimentali del 2015.

## Composizione
Comprende i 23 comuni di:
- Auradou
- Beauville
- Blaymont
- Cassignas
- Castella
- Cauzac
- La Croix-Blanche
- Dausse
- Dondas
- Engayrac
- Frespech
- Laroque-Timbaut
- Massels
- Massoulès
- Monbalen
- Penne-d'Agenais
- Saint-Martin-de-Beauville
- Saint-Maurin
- Saint-Robert
- Saint-Sylvestre-sur-Lot
- La Sauvetat-de-Savères
- Tayrac
- Trémons